# Erysimum benthamii
Erysimum benthamii är en korsblommig växtart som beskrevs av P. Monnet. Erysimum benthamii ingår i släktet kårlar, och familjen korsblommiga växter. Inga underarter finns listade i Catalogue of Life.